# Perry County, Ohio
Perry County är ett administrativt område i delstaten Ohio, USA, med 36 058 invånare. Den administrativa huvudorten (county seat) är New Lexington.

## Geografi
Enligt United States Census Bureau har countyt en total area på 1 069 km². 1 061 km² av den arean är land och 7 km² är vatten.

### Angränsande countyn
- Licking County - norr
- Muskingum County - nordost
- Morgan County - sydost
- Athens County - söder
- Hocking County - sydväst
- Fairfield County - väst

### Orter
- Corning
- Crooksville
- Glenford
- Hemlock
- Junction City
- New Lexington (huvudort)
- New Straitsville
- Rendville
- Roseville (delvis i Muskingum County)
- Shawnee
- Somerset
- Thornville